# Славчо Рангелов
Славчо Рангелов Цветков е български морски капитан далечно плаване.

## Биография
Славчо Рангелов Цветков (известен като Славчо Рангелов) е роден на 29 октомври 1914 г., с.Драинци, Горна Ерма, Трънско (след Ньойския договор – в пределите на Сърбия). Баща му загива на фронта през 1918 г. За да осигури образование на четирите си деца, майка му се решава на бягство през границата и в една нощ на 1922 г. семейството напуска родното място. В София търсят помощ от председателя на Дружеството на бежанците от Западните покрайнини. Децата са настанени в пансиони за сираци в различни краища на страната, но всички получават образование.

### Образование
- основно – училище „П. Каравелов“ (София) и III мъжка прогимназия (София), гимназия (до VI клас вкл.) – II мъжка гимназия в София;
- специално и висше (1932 – 1938 г.) – Морското училище във Варна (последен курс – в Созопол);
- няколко семестъра (в 40-те години на XX в.) – Стопански университет във Варна (отписан поради нова разпоредба, изключваща второ висше образование)

#### Трудова дейност
През 1938 г. постъпва в Българското търговско параходно дружество (БТПД) като стажант капитан на п/х „Балкан“. На 16.10.1938 г. е утвърден за III помощник капитан на п/х „Цар Фердинанд“ (под командването на к.д.п. Васил Филев - Барбата, който ще стане негов тъст). При образуването на параходство „Български морски флот“ (БМФ) през 1948 г. е назначен като старши помощник на п/х „България“.

## Кораби, на които е бил

### За учебна практика
- п/х „Цар Фердинанд“– края на 1932 г. до януари 1933 г.
- п/х „България“ – 1933 г.
- п/х „Мария Луиза“ – 1934 г.
- п/х „Бургас“ – юни 1936 г. *
- п/х „Мария Луиза“ – 1937 – 1938 г., 6-месечен учебен стаж при кап. Д. Фурнаджиев

#### Като помощник-капитан
- п/х „Балкан“ – стажант капитан, 1938 г.
- п/х „Цар Фердинанд“ – III помощник капитан, 1938 – 1939 г.
- п/х „Бургас“ – II помощник капитан, 1941 г.
- п/х „Цар Фердинанд“ – II помощник капитан, 1943 г.
- п/х „Балкан“ – I помощник при кап. Ив. Станчев, 1943 г. (до потопяването край о. Лемнос на 23.12.1943 г.)
- п/х „Цар Фердинанд“ – I помощник капитан при кап. Г. Кулински, 1944 г. (до изоставянето на кораба с нареждане от 02.09.1944 г.)
- п/х „Първи май“ – I помощник при кап. Г. Дюлгеров, 1946 г.
- п/х „България“ – старши помощник при кап. Г. Дюлгеров, 1947 – 1948 г.

#### Като капитан
- водолазен кораб към АСО на БМФ – 1951 – 1952 г.
- пътнически м/к „Емона“и м/к „Калиакра“ – 50-те г.
- м/к „Станко Стайков“ – 1955 – 1956 г.
- м/к „Раковски“(влекач) – 1956 г. (приема го в Сулина, Румъния, през пролетта на 1956 г.)
- м/к „Хр. Смирненски“ – 1957 – 1958 г.
- м/к „Варна“ – 1958 – 1960 г.
- м/т „Арда“ – 1961 и 1965 – 1966 г. (приема го през юли 1961 г. в	Нюкасъл, Великобритания)
- м/к „Родопи“ – 1961 – 1962 г. (приема го през февруари 1961 г. в Анверс, Белгия; след инфаркт през март 1962 г. остава в болница в Мурманск и се завръща във Варна със самолет)
- м/т „Янтра“ – 1962 – 1963 г. и 1965 г.
- м/т „Искър“ – 1966 – 1969 г. (приема го през януари 1966 г. в Осака, Япония)
- м/т „Хидрофан“и „Марица“ – 1969 г.
- м/т „Дунав“ – 1970 – 1971 г.
- м/т „Тунджа“и „Чумерна“ – 1971 г.
- м/т „Огоста“ – 1971 – 1972 г.
- м/к „Антон Иванов“ – 1976 г.(след пенсионирането).

#### Административни длъжности в БМФ
- навигационен инспектор в Навигационен отдел на БМФ (1954 г. и 1973 – 1975 г.).

Капитан Славчо Рангелов няма служба на кораби под чужд флаг. През 1975 г. е пенсиониран от Параходството с признат 38–годишен стаж на море.

## Получени награди
- благодарствен адрес от порт Архангелск за рекорден товар от 4853 т. целулоза на бали на п/х „България“, 1948 г.;
- почетна значка на ГНС на гр. Варна, 1960 г., м/к „Варна“;
- неколкократен носител на преходното червено знаме на първенството (2 тримесечия на 1960 г. – за м/к „Варна“, 1963 г. – за м/т „Янтра“, и др.);
- орден „Червено знаме на труда“ за рекордно плаване до Персийския залив през н. Добра надежда, 1968/9 г.;
- грамота от командващия на гранични войски за задържане на нарушител на морската граница – 1975 г.;
- Включен в списъка „Стоте варненци на столетието“ (анкета, в. „Черно море“, 05.05.2000 г.)